# Mîslîni, Horohiv
Mîslîni (în ucraineană Мислині) este un sat în comuna Novosilkî din raionul Horohiv, regiunea Volînia, Ucraina.

## Demografie
Componența lingvistică a localității Mîslîni
     Ucraineană (98,15%)
     Rusă (1,85%)
Conform recensământului din 2001, majoritatea populației localității Mîslîni era vorbitoare de ucraineană (98,15%), existând în minoritate și vorbitori de rusă (1,85%).